# La Prohibition de l'inceste et ses origines
La Prohibition de l'inceste et ses origines est un essai d'Émile Durkheim publié en 1897 (seize ans avant Totem et tabou de Freud) dans L'Année sociologique, vol. I, 1896-1897 (pp. 1 à 70).